# Beskid (Schlesische Beskiden)
Der Beskid ist ein Berg in Polen. Mit einer Höhe von 860 m ist er einer der niedrigeren Berge im Barania-Kamm in den Schlesischen Beskiden. Der Berg ist ein beliebtes Touristenziel mit vielen Ausblicken auf die benachbarten Gebirge und das Tiefland. Er gehört zum Gemeindegebiet von Szczyrk.

## Tourismus
- Auf den Gipfel führen mehrere markierte Wanderwege von Szczyrk, Brenna und Wisła.